# Ци Бэньюй
Ци Бэнью́й (кит. упр. 戚本禹, пиньинь Qī Běnyǔ; 1931, Вэйхай, провинция Шаньдун — 20 апреля 2016, Шанхай) — китайский коммунистический теоретик и пропагандист, главный период деятельности которого пришёлся на Культурную революцию. Ци был членом Группы по делам культурной революции, директором отдела обращений и замдиректора секретариата Центрального комитета Коммунистической партии Китая. Также он возглавлял исторический отдел теоретического журнала «Хунци». В 1968 году он был арестован, снят со всех постов и отправлен в тюрьму.

## Молодость
В начале 1950-х Ци Бэньюй поступил в Центральную школу Коммунистического союза молодёжи Китая и вступил в компартию. После окончания обучения он стал помощником Тянь Цзяина, секретаря Мао Цзэдуна. В 1963 году он написал статью о Ли Сючэне, одобренную Мао за радикальный подход. Он стал членом совета редакции партийного журнала «Хунци». 8 декабря 1965 года, вслед за «Критикой разжалования Хай Жуя» Яо Вэньюаня, он опубликовал в нём статью «Изучать историю в интересах революции», в которой критиковал известнейших историков того времени, осуждая их за буржуазность. В первую очередь статья была нацелена против Цзянь Боцзаня, хотя прямо не называла его. Мао очень высоко оценил эту статью, похвалив автора: «Кто сегодня авторитетен? Это Яо Вэньюань, Ци Бэньюй, Инь Да… Смену принимают люди молодые, неучёные, с серьёзным подходом и надёжным политическим опытом».
Затем последовали статьи Ци против У Ханя и снова Цзянь Боцзаня, на этот раз названного прямо. Обе статьи были также опубликованы в «Жэньминь жибао» и прославили Ци как радикального теоретика.

## Вершина политической карьеры
Внезапный рост Ци Бэньюя в иерархии компартии начался в середине 1966 года с провозглашения Культурной революции. В мае Ци был назначен членом Группы по делам культурной революции, а вскоре после этого — заместителем директора секретариата (秘书 局) ЦК КПК и исполняющим обязанности директора секретариата. В «Хунци» он поднялся до заместителя главного редактора. В том же 1966 году он стал секретарём Мао и его жены Цзян Цин. Благодаря своим статьям и выступлениям он сыграл большую роль в кампаниях против Лю Шаоци, Дэн Сяопина и старых партийных учреждений, а также в разогреве атмосферы во время Культурной революции.
Возможно, самая важная его статья в это время — «Патриотизм или национальное предательство? — О реакционном фильме „Тайная история цинского двора“» — опубликованная 30 марта 1967 года в «Хунци». Эта статья, высоко оценённая Мао, также появилась в «Жэньминь жибао» и положила начало новой волне кампаний против Лю Шаоци, которого она назвала «крупнейшим каппутистом в партии» и «китайским хрущёвым».
Затем Ци начал непосредственно вмешиваться в политику, побуждая хунвэйбинов выдворить Пэн Дэхуая из Сычуани и вступить в правительственный район Пекина Чжуннаньхай, чтобы атаковать Лю Шаоци, Дэн Сяопина, Чжу Дэ и Тао Чжу.

## Дело Вана — Гуаня — Ци
С 1967 года Ци вместе с Ван Ли, Гуань Фэном и другими членами Группы по делам культурной революции принялся форсировать проведение Культурной революции в армии и дипломатии, кульминацией чего стало нападение на британское посольство в Пекине 22 августа. Это вызвало недовольство руководства. 13 января 1968 года Ци был арестован и лишён всех постов. Все трое попали в тюрьму Циньчэн. Цзян Цин раскрыла основное обвинение в речи перед офицерами НОАК: «Антипартийная клика Вана — Гуаня — Ци» с начала Культурной революции тайно работала на Лю Шаоци, Дэн Сяопина и Тао Чжу.
Находясь всё это время в тюрьме, Ци был официально арестован только 14 июля 1980 года. 2 ноября 1983 года суд приговорил его к 18 годам тюремного заключения за то, что он был членом «контрреволюционной клики Линь Бяо и Цзян Цин», а также за «контрреволюционную пропаганду», «ложные обвинения» и «подстрекательство масс». Проведя 15 лет в тюрьме, он был освобождён три года спустя в 1986 году.

## После заключения
Одним из событий его жизни после заключения стала критика биографии Ли Чжисуя о личной жизни Мао. Ци раскритиковал то, как изобразил вождя Ли, утверждая, что «кроме рассказа о действиях по поддержке левых (чжи цзо), в которых он [Ли] лично участвовал, большая часть его мемуаров, относящихся к периоду Культурной революции, состоит из материалов, почерпнутых из газет, журналов и писем других людей. Чтобы западные читатели поверили, что у него был доступ к тайнам руководства, Ли сфабриковал сценарии, что привело к бесчисленным ошибкам в его мемуарах». Ци, проживший несколько лет рядом с Мао, отметил, что в течение этого времени до него не долетали никакие слухи о каких-либо внебрачных отношениях Мао, и что Мао всегда относился с уважением к «товарищам-женщинам».
Переехав после тюрьмы в Шанхай, Ци продолжал выражать поддержку маоистскому учению. Подружившийся с Ци писатель Е Юнле, отметил: «До самой смерти Ци Бэньюй оставался левым. Он никогда не колебался, отстаивая правоту Мао Цзэдуна и его идей».